# Saltation

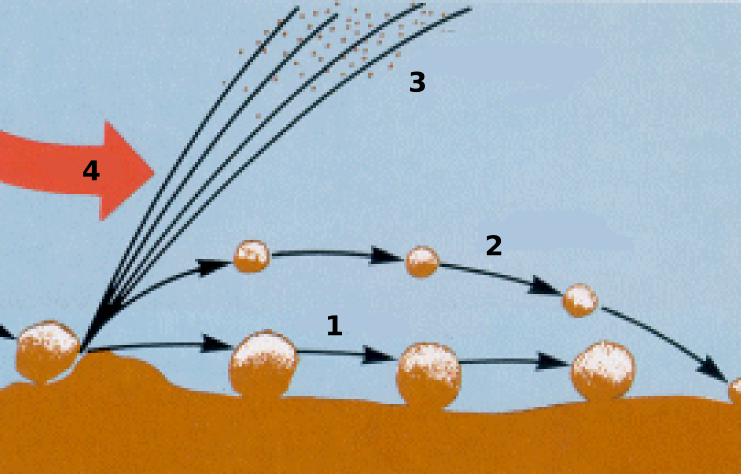
Transport von Sandkörnern:
1 Reptation
2 Saltation
3 Suspension
4 Windrichtung

Saltation bezeichnet den sprungweisen Transport von Sandkörnern mit einer Korngröße von 70–500 µm bzw. 70–100 µm (modifizierte Saltation). Außerdem bezeichnet der Begriff sowohl das feinklastische Sedimentmaterial auf dem Grund eines Flussbettes als auch die äolische Bildung von Dünen an Land.
Beim Aufprall eines Sandkornes auf den Boden wird Energie auf die umliegenden Sandkörner übertragen, diese springen dadurch hoch und folgen einer parabelförmigen Wurfbahn (Reptation). Diese Flugbahn resultiert aus der Windrichtung und der Schwerkraft. Die Transportgeschwindigkeit ist abhängig vom Untergrund: bei rauem Untergrund verlangsamt sich der Transport durch Reibungsverluste. Dadurch wachsen kleine Sandansammlungen in Selbstverstärkung bis zur Dünenbildung.
Die Sandkörner werden bei ihrem Transport im Lee von Hindernissen, beispielsweise einer Düne, abgelagert. Dies führt zu einer Dünenwanderung.
Erst durch den Aufprall saltierender Körner können noch feinere Partikel aus dem Bodenverbund gelöst werden. Diese werden als kurzfristige Suspension (Partikel mit 20–70 µm Durchmesser) über mehrere Kilometer transportiert.
Noch kleinere Partikel (< 20 µm Durchmesser) können als Feinstaub in der Atmosphäre enorme Entfernungen zurücklegen (langfristige Suspension); in Staubstürmen führen sie zu ökologischen, ökonomischen und gesundheitlichen Beeinträchtigungen.